# Barbara Rizzo
Barbara Rizzo (Trapani, 22 febbraio 1955 – Erice, 2 aprile 1985) è stata una donna italiana vittima innocente della mafia.

## Biografia
Barbara Rizzo è stata brutalmente assassinata nella Strage di Pizzolungo (Erice) mentre accompagnava, poco dopo le 8:35 del mattino, a scuola i suoi piccoli gemelli, Salvatore e Giuseppe, di soli sei anni uccisi anch'essi da un'autobomba destinata a colpire il magistrato Carlo Palermo.
Solo per un caso, Margherita Asta, sorella dei due bambini, scampa all'attentato perché accompagnata a scuola da una vicina di casa.

## Memoria

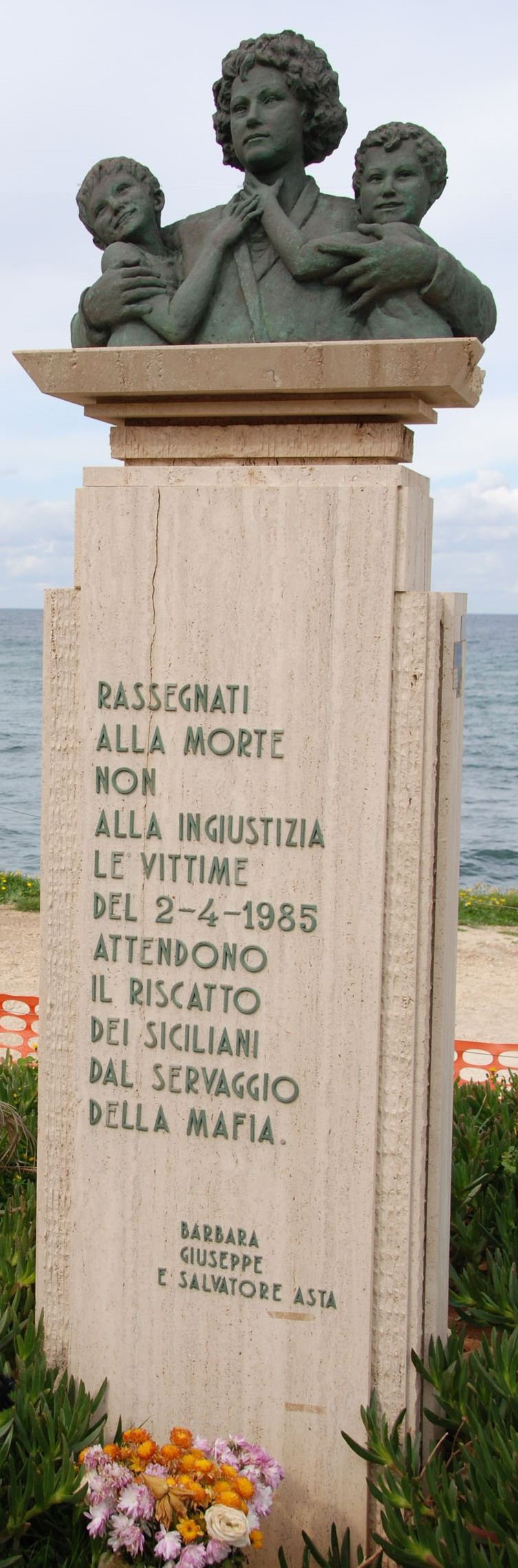
Stele commemorativa

Sul luogo dell'attentato, in prossimità della spiaggia è stata collocata una stele con riportato:
Barbara Rizzo, Giuseppe Asta e Salvatore Asta sono ricordati ogni anno il 21 marzo nella Giornata della Memoria e dell'Impegno di Libera, la rete di associazioni contro le mafie, che in questa data legge il lungo elenco dei nomi delle vittime di mafia e fenomeni mafiosi.
Nel 2008 a Giuseppe e Salvatore Asta è stato dedicato a Erice l'edificio scolastico in via Salvatore Caruso, fatto oggetto di un incendio doloso la notte tra il 6 e il 7 agosto 2009.
Nel 2013 l'Istituto Comprensivo di Formello (RM) è stato intitolato a Barbara Rizzo, all'evento era presente anche Margherita Asta. Il giorno 22 marzo 2014, viene posta una intitolazione in loro memoria all'interno del parco di via Mandriolo Superiore in presenza delle autorità civili e della stessa Margherita Asta.